# Chilena laristana
Chilena laristana är en fjärilsart som beskrevs av Daniel 1949. Chilena laristana ingår i släktet Chilena och familjen ädelspinnare. Inga underarter finns listade i Catalogue of Life.